# Chicago IX – Chicago's Greatest Hits
Chicago IX – Chicago's Greatest Hits är ett samlingsalbum av Chicago som lanserades i november 1975 på Columbia Records. Skivan består av singlar från gruppen och sträcker sig tillbaka till låtmaterial från deras första album 1969. Studioalbumen Chicago III och Chicago VIII är inte representerade på skivan då det förstnämnda inte innehöll någon stor singelframgång, och det sistnämnda precis släppts och ansågs för färskt för en samlingsskiva. Chicago IX blev en mycket stor framgång i USA och låg på Billboard 200 i 72 veckor. Trots att mer utförliga samlingsskivor med gruppen släppts under senare år nytrycks och saluförs fortfarande detta album.

## Låtlista
1. "25 or 6 to 4"
2. "Does Anybody Really Know What Time It Is?"
3. "Colour My World"
4. "Just You 'n' Me"
5. "Saturday in the Park"
6. "Feelin' Stronger Every Day"
7. "Make Me Smile"
8. "Wishing You Were Here"
9. "Call on Me"
10. "(I've Been) Searchin' So Long"
11. "Beginnings"

## Litsplaceringar
- Billboard 200, USA: #1[1]
- Nya Zeeland: #7[2]